# Diastata freidbergi
Diastata freidbergi är en tvåvingeart som beskrevs av Barraclough 1994. Diastata freidbergi ingår i släktet Diastata och familjen sumpskogsflugor.
Artens utbredningsområde är Tanzania. Inga underarter finns listade i Catalogue of Life.